# Jacques Queinnec (1755-1817)
Pour les articles homonymes, voir Jacques Queinnec et Queinnec.
Jacques Queinnec, né le 23 mars 1755 à Kerbolot-Bras, en Guimiliau et mort le 26 avril 1817 à Guiclan, est un homme politique français.

## Biographie

### Vie privée
Fils de Jacques Queinnec et Marie-Jeanne Le Roux, cultivateur et marchand de toiles à Plounéour-Ménez au début de la Révolution française,, il se marie le 15 novembre 1779 avec Louise Madec; le couple s'établit quelque temps après au manoir de Kermorvan, en Plounéour-Ménez et a huit enfants : Yves-Jean (1782), Marguerite-Marie (1784), François (1786), Guillaume (1788), Marie-Yvonne (1790), Gabriel-Dominique (1791), Louise-Jacquette (1793), Jean-Louis (1799-1885) qui reprit le manoir de Kermorvan et fut maire de Guiclan, conseiller général et juge de paix du canton de Taulé.
Louise Madec est la cousine germaine de Guillaume Le Roux (1766-1794), administrateur du Finistère, guillotiné le 22 mai 1794 à Brest.
Jacques Queinnec est alors « fabricant » et une maison du village de Kermorvan porte encore l'inscription « Jacques Quéinnec - Louise Madec . 1781 ».
Il était proche de Guy Le Guen de Kerangal avec lequel il fut nommé « au nombre des dix commissaires chargés de la rédaction du cahier général » en avril 1789.

### Vie politique
Il est élu le 8 septembre 1792 député du Finistère à la Convention nationale, le 5e sur 8 avec 268 voix sur 441 votants.
Lors du procès de Louis XVI, il vote « la détention pendant la guerre, et la déportation à la paix ». Il déclara : « Je ne suis pas juge, je ne puis donc voter que pour la détention pendant la guerre, et la déportation à la paix. ». Il vota ensuite pour le sursis. Il vota également pour la mise en arrestation de Marat.
L'un des 73 protestataires contre la proscription des Girondins et les journées du 31 mai et du 2 juin 1793, il fut incarcéré du 3 octobre 1793 au 8 décembre 1794.
Le 18 frimaire an III (8 décembre 1794), il est réintégré au sein de la Convention thermidorienne. Il fut un des accusateurs de Prieur de la Marne après l'insurrection de germinal an III. Puis, le 4 brumaire an IV (26 octobre 1795), il est élu par ses collègues au Conseil des Cinq-Cents, conformément au décret des deux tiers.
Lors du renouvellement de l'an VI, il quitte la vie politique,.
En 1803, il quitte sa ferme de Plounéour-Ménez, qu'il tenait à titre de domaine congéable, pour s'établir à Guiclan, au manoir de Kermorvan, bien noble de l'ancienne famille de Boiséon, qu'il avait acheté en 1796. Il y meurt en 17 avril 1817,.